# کشتی با چوخه

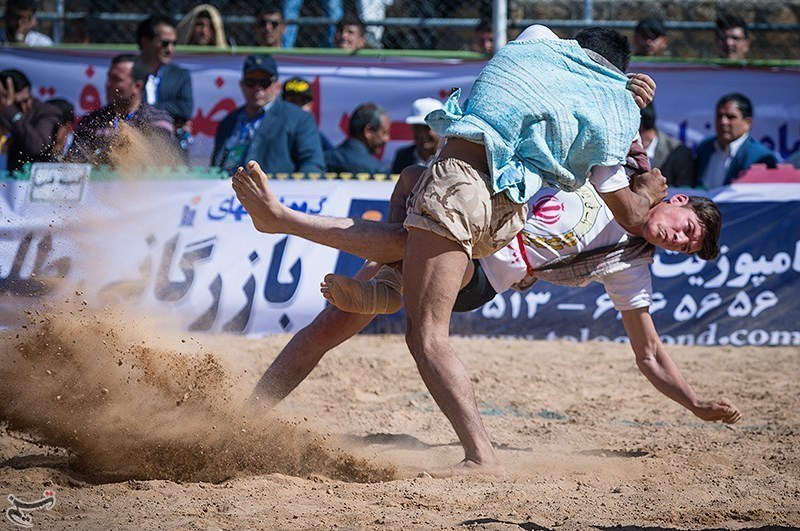
کشتی با چوخه در گود زینل‌خان، اسفراین

کشتی با چوخه یکی از ورزش‌های محلی ایران است. که به کشتی کردان خراسان معروف است. کشتی با چوخه که در میان اهالی استان خراسان رواج دارد، از تاریخچهٔ کهنی برخوردار است و این ورزش بومی در بسیاری از مراسم محلی به خصوص جشن عروسی نیز رایج بوده است. مردم خراسان از قدیم برای این کشتی اهمیت خاصی قائل بودند و در پرورش پهلوانان این رشته می‌کوشیدند. این کشتی به‌طور سنتی در مراسم عروسی و نوروز در روستاها برگزار می‌شد. بعدها توسعه و رواج پیدا کرد.

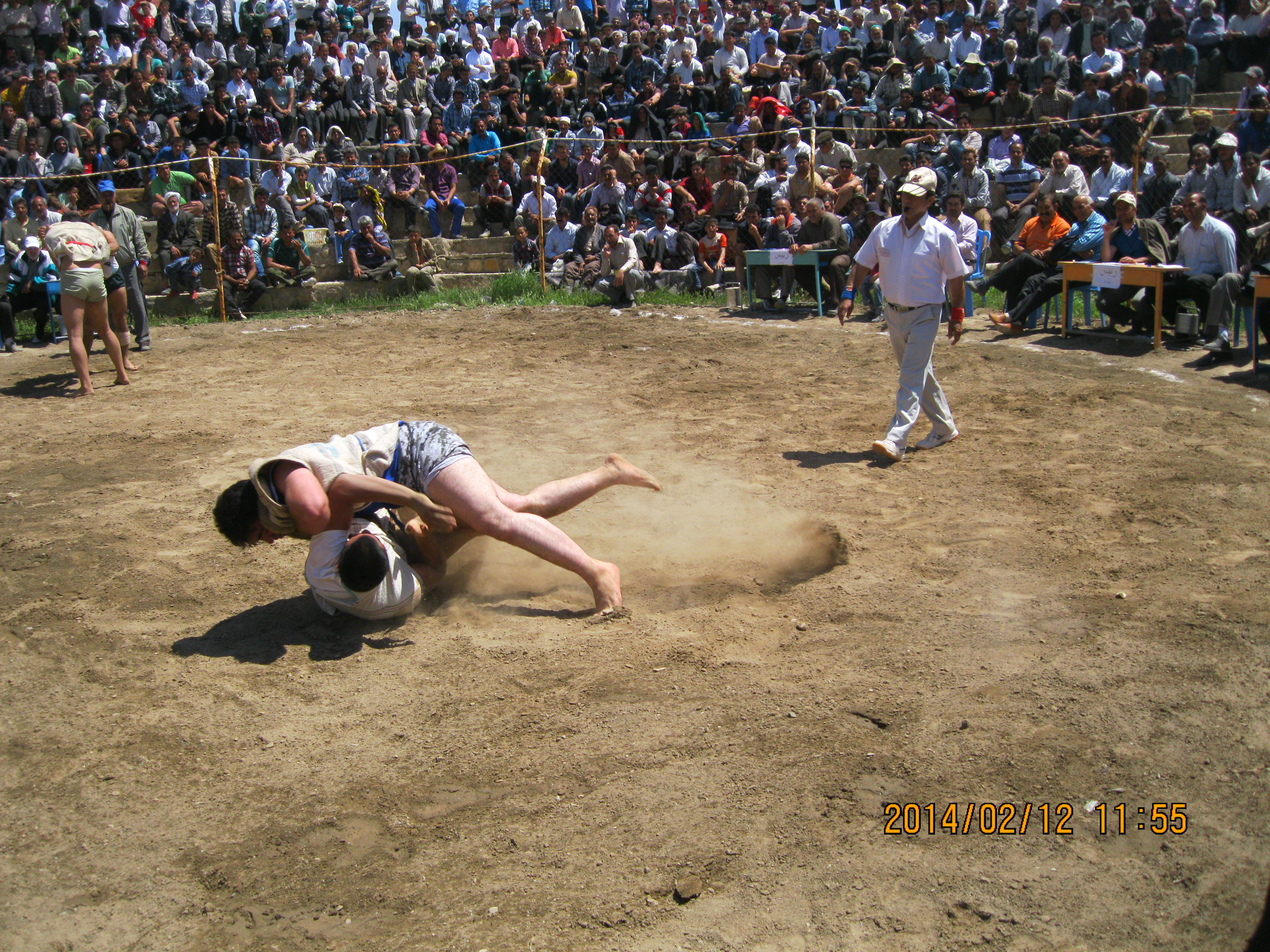
کشتی با چوخه روستای حاجی‌آباد زبرخان، نیشابور، ۱۲ اردیبهشت ۱۳۹۳

## ریشهٔ نام
واژهٔ چوخه در اصل واژه‌ای کردی است و در فرهنگ لباس کردی، چوخه به کردی، چوخا به معنای بالاپوش نمدین چوپان‌ها آمده که از پشم گوسفند درست می‌کردند یا پالتویی از پشم یا کرک بود که ریش سفیدها و کشاورزان کرد روی دوش می‌انداختند. در گذشته چوخا در میان کردان یکی از بهترین لباسهای مردانه بود؛ به طوری که در دولت‌ها کردی قدیم مقامی به اسم «چوخادار» وجود داشت و به خادمی که چوخا می‌پوشید یا در پشت پرده‌ای از چوخا منتظر خدمت بود اطلاق می‌شد. در دولت قاجاری نیز پوششی رسمی برای خاندان سلطنتی به نام چوخا وجود داشت. نوعی جامه دوخته شده از پارچه ای محکم، که کردهای خراسان برتن می‌کردند. این ورزش از دیرباز در بین مردم شمال خراسان مرسوم بوده است.

## کشتی با چوخه در دیگر کشورها
کشتی با چوخهٔ خراسان به غیر از خراسان و با عناوین «کوراش»، «گولش»، «آلیش» در ازبکستان، قزاقستان، تاتارستان و … رواج دارد و پس از استقلال ازبکستان و با تلاش‌های این کشور، مسابقات کشتی با چوخه بین‌المللی شد و هر ساله تیمی از چوخه‌کاران خراسان شمالی و خراسان رضوی در مسابقات بین‌المللی کشتی با چوخه، به نمایندگی از ایران در این رقابت‌ها شرکت می‌کنند.

## نحوهٔ اجرا
مسابقهٔ کشتی با چوخه در اصل رقابتی بدون مدت زمانی مشخص بوده است و وقتی فردی در آن پیروز میدان اعلام می‌شده که بتواند ۳ بار تخت پشت یا شانه‌های حریفش را به زمین برساند. اما مسابقه‌های امروزین این رشته در وقت ۱۰ دقیقه‌ای برگزار می‌شود که اگر در پایان پیروزی نداشته باشد، سرنوشت برنده به وقت اضافی ۵ دقیقه‌ای موکول خواهد شد. ضمن این‌که اجرای فن در خاک و گرفتن زیر زانوی حریف خطا محسوب می‌شود و کُشتی‌گیران در ۴ یا ۵ وزن دسته‌بندی می‌شوند. چوخه‌کاران در چهار وزن ۷۰، ۸۰، ۹۰ و بالای ۹۵ کیلوگرم به مصاف یکدیگر می‌روند. گاه در اوزان ۶۵، ۷۵، ۸۵ و ۸۵+ کیلوگرم نیز رقابت میان شرکت‌کنندگان برگزار می‌شود. کشتی‌گیران آستین‌ها را تا آرنج بالا می‌زنند، کمربندی پارچه‌ای به میان می‌بندند و دامن‌های چوخه را برای آن‌که مانع فعالیت دست و پا نشود برمی‌گردانند و زیر کمربند محکم می‌کنند؛ شلوار را نیز تا زانو بالا می‌زنند و با پاهای برهنه زیر نظر داوران کشتی می‌گیرند. در کشتی با چوخه کسی پیروز است که پشت حریف را به خاک برساند. در این مراسم ساز و دهل نیز می‌نوازند و تماشاگران کشتی‌گیران را تشویق می‌کنند.

## جوایز
جوایز کشتی با چوخه نیز به سبب ماهیت سنتی و ملی‌اش متفاوت است. در اصطلاح به فاتحان میدان چوخه «قند» اهدا می‌شود، کسی که نفر اول شود قند اول را به او می‌دهند و نفرات دوم و سوم هم به تناسب قندهای دیگر می‌گیرند. در کنار قند، هدایایی نظیر شتر، قوچ، قالی و گوسفند، لوازم منزل، وجه نقد و سکه عاید پهلوانان این مسابقات می‌شود. غالباً به‌طور سنتی جوایز کشتی با چوخه از نمادهای زندگی عشایری و روستایی در نظر گرفته می‌شود. گاهی نیز از دست‌بافته‌های عشایر نظیر قالی و جاجیم و گلیم استفاده می‌شود. البته این جوایز می‌تواند در مناطق مختلف متفاوت باشد، مهم این است که جوایز متناسب با شأن این ورزش بوده و پشتوانه‌ای برای کشتی‌گیر باشد.

## زمان و مکان برگزاری

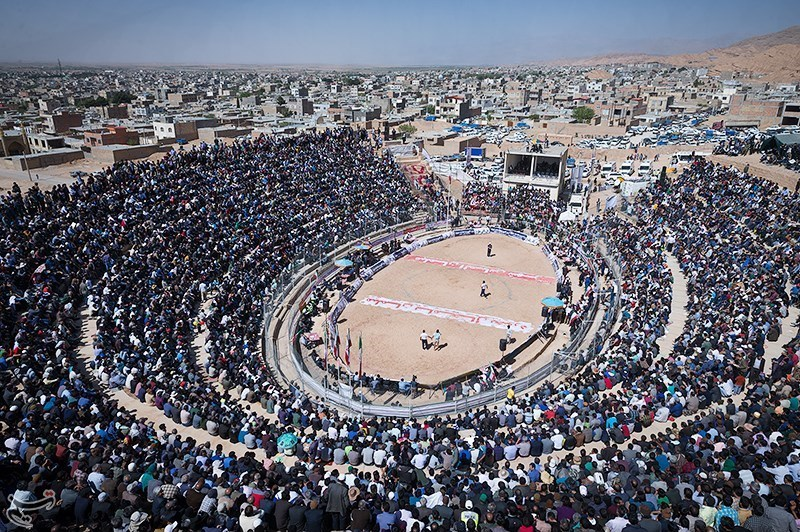
گود زینل‌خان، اسفراین، ۱۵ فروردین ۱۳۹۷

مسابقات کشتی با چوخهْ خراسان قبل از آمدن روی تشک در سرای خان‌ها، عروسی‌ها، روز عید فطر و ۱۴ فروردین روی چمن و خاک نرم برگزار می‌شد. کشتی با چوخه از دیرباز معمولاً در دل طبیعت و محیط‌های باز برگزار می‌شده است. بیشتر گودهای کشتی با چوخهٔ کنونی که از قدیم دایر بوده‌اند، مانند گود پهلوان ججو در ریواده، گود زیارتگاه سلطان زیرابه در روستای امام وردی خان قوچان، گود روستای رهورد در قوچان، گود زینل‌خان در اسفراین، گود امام مرشد در فاروج و دیگر گودها که در مناطق تفریحی و دامان طبیعت قرار دارند.
میدان کشتی چوخه محلی ۱۰ متر در ۱۰ متر است.
کشتی روی خاک نرم یا چمن و با حضور انبوه تماشاگرانی از زن و مرد و پیر و جوان برگزار می‌شود. امروزه این مسابقات در اواسط زمستان و در بهمن ماه در مانه و سملقان، ۸ فروردین در ریواده، ۱۲ فروردین هر سال در شیروان، ۱۳ فروردین در بجنورد به‌صورت استانی با حضور پهلوانان نامدار این خطه برگزار می‌شود. اما رقابت‌های اصلی و ملی همه ساله در روز ۱۴ فروردین در گود زینل‌خان شهرستان اسفراین برگزار می‌شود.

## وسایل و ابزار کشتی باچوخه
1. چوخه، که جامهٔ پشمین چوپانان و برزگران و در واقع پوشاک قدیمی عشایرترک خراسان بوده است. چوخه در زمان‌های پیشین پالتویی ضخیم و مقاوم و دارای آستین بوده، ولی امروزه به یک جلیقهٔ کتانی بدون آستین تبدیل شده است.
2. کمربند، شالی که بر روی چوخه به دور کمر بسته می‌شود و بدن را مانند سنگ (کهڤر، Kevir) محکم نگه می‌دارد و دامن چوخه را به دور آن می‌پیچند. کمربند همان پشتی (Poshti) یا پشتیند (Poshtend) ترکی است که در قدیم سه دور به دور کمر هر ایرانی، بر اساس سه اصل پندار نیک، گفتار نیک و کردار نیک بسته می‌شد و یادگاری از کمربند زرتشتیان است که به آن کشتی می‌گفتند و شامل هفتاد و دو نخ سفید از پشم گوسفند بود که به دست زنان پارسا در شش رشتهٔ دوازده تایی بافته می‌شد. کمربند در اسطوره‌های باستانی تمدن بشری، نماد قدرت است. مانند کمربند شم ست – Shem-set که خدایان و پادشان مصر باستان با خود داشتند.
3. شلوارک، که همانند شلوارک کشتی پهلوانی است، با این تفاوت که کمی به طرف بالا تا می‌شود.
4. دهل و سرنا، که با نواختن آن توسط بخشی‌ها، کشتی‌گیر حول میدان کشتی به حرکت در می‌آید و خود را گرم می‌کند و برای مسابقه آماده می‌شود. نوای دهل و سرنا که همان ریتم جنگ است، بانگ آوازی نیز برای خبر کشتی است و از مردم می‌خواهد که جمع شوند و با دل و جان به تماشای کشتی بپردازند.

## چوخه
پشم‌چینی گوسفندان در خراسان شمالی و خراسان رضوی به پز برین یا برین یا بری کردن معروف است در این میان به وسیلهٔ "هورینگ" یا همان قیچی پشم زنی، به سراغ بره‌هایی که پشم حنایی و زیبا دارند می‌روند، به پشم چیده شده که اولین بار به‌دست ممی آید "لواگ می‌گویند. سایر پشم‌هایی که چندین بار از بدن گوسفندان بزرگتر چیده می‌شود "هری" می‌نامند. لوا به‌دست آمده شسته، سپس حلاجی و «تیت» شده آنگاه به وسیلهٔ دوک یا تشی آن پشم‌ها را می‌ریسند تا توپ نخ و گریف به‌دست آید.
سپس دار یا «تون» آماده می‌شود و نخ‌ها در کنار هم یکرنگ و همدست بافته می‌شوند و پارچه‌ای که از لوا یا هری بود ساخته می‌شود و به این پارچه چوخ گفته می‌شود. پارچه چوخ «توک» یا پُرز داده می‌شود پس از پایان کار جوانان و پهلوانان که عموماً ورزشکار هستند پارچه چوخ را برای تبدیل شدن به پالتو، کت و شلوار و پاتابه به دست خیاط می‌دهند. کشتی گیران و پهلوانان می‌بایست پالتوی چوخ را در هنگام مبارزه کشتی به تن می‌کردند و این از قوانین اولیه کشتی محسوب می‌شد و از این لحاظ کشتی را چوخه نام نهادند و این کشتی به کشتی چوخه شهرت یافت. لباس چوخه در آن روزگار مقاوم‌ترین لباس عشایر کورد شمال خراسان بود به‌طوری‌که هیچ پارچهٔ دیگری مثل پارچهٔ چوخه در مبارزهٔ کشتی‌گیران دوام نمی‌آورد.

## میدان کشتی با چوخه
میدان کُشتی که دایره‌ای با قطر ۱۰ متر است و کشتی در آن‌جا برگزار می‌شود. اجرای کشتی به شکل سنتی و بدون کلیشه (کشتی روی خاک و با سرنا و دهل) انجام می‌شود.
از زیبایی‌های کشتی با چوخه برگزاری آن به شکل سنتی است که می‌تواند برای تمام قشرها و رده‌های سنی جذابیت داشته باشد. کشتی با چوخه همیشه در فضای باز و طبیعت و اماکن تفریحی و روی خاک نرم یا چمن برگزار می‌شده است.

## دهل و سرنا
با نواختن دهل و سرنا (زورنه) توسط بخشی‌ها، کشتی‌گیران حول میدان کشتی به حرکت در می‌آیند و خود را گرم می‌کنند و برای مسابقه آماده می‌شوند. نوای دهل و سورنا بانگ آوازی نیز برای خبر کشتی است و از مردم می‌خواهد که جمع شوند و به تماشای کشتی بنشینند. دو نوازندهٔ سرنا و دهل با نواختن موسیقی، حال و هوای خاصی به ورزش کشتی می‌دهند، در حین کشتی نوای سرنا و دهل یا قوشمه (ترکی) و دهل بخشی‌ها با ریتم خاصی شروع شده و به تدریج که کشتی اوج می‌گیرد ریتم آن نیز تندتر می‌شود و وقتی زورآزمایی کشتی‌گیران به اوج می‌رسد، بر سرعت چوب طبل و سرنا می‌افزایند.